# 東畑神社
東畑神社（ひがしばたじんじゃ）は、京都府精華町東畑にある神社である。

## 祭神
スサノオノミコトを主祭神とする。

## 歴史
由緒は不明。文政3年（1820年）上棟の棟札がある。また石燈籠には明和4年（1767年）の刻印も見られる。

## その他
敷地内に森田高史が中心となって設置した資料館がある。

## 交通
- 片町線（学研都市線）祝園駅・近鉄京都線新祝園駅下車、精華くるりんバス東畑下車徒歩10分。